# Smržov (Jindřichův Hradec-i járás)
Smržov település Csehországban, a Jindřichův Hradec-i járásban. Smržov Třeboň, Lišov, Mazelov, Lomnice nad Lužnicí és Záblatí településekkel határos. Lakosainak száma 113 fő (2024. január 1.).

## Népesség
A település lakosságának változását az alábbi diagram mutatja:
| Lakosok száma | 299  | 347  | 313  | 228  | 148  | 93   | 118  | 119  | 112  | 113  |
|               | 1869 | 1890 | 1921 | 1950 | 1980 | 2001 | 2017 | 2019 | 2022 | 2024 |